# Smertae
Les Smertae étaient un peuple de l'ancienne Grande-Bretagne, connu uniquement par une seule mention du géographe Claude Ptolémée vers 150. D'après sa description générale et les emplacements approximatifs de leurs voisins, leur territoire se trouvait dans le centre du Sutherland actuel. Ptolémée ne leur attribue pas de ville ou de lieu principal.
Leur nom se retrouve dans le toponyme de Càrn Smeart, un ancien tumulus situé sur la crête entre les rivières Carron et Oykel.
L'étymologie du nom Smertae n'est pas connue avec certitude. Cependant, l'entrée 1794 de l'Indogermanisches etymologisches Wörterbuch (en) soutient que l'élément *smert- se rapproche du verbe gallois darmerth (*do-ɸare-smertā-) signifiant « fournir » et du nom armerth (*ɸare-smertā-s) signifiant « fourniture » ainsi que du vieil irlandais airmert (*ɸare-smerto-m) signifiant « préparation ».